# Gerry Byrne
Gerald "Gerry" Byrne (født 29. august 1938 i Liverpool, England, død 28. november 2015) var en engelsk fodboldspiller, der som venstre back på det engelske landshold var med til at vinde guld ved VM i 1966. På klubplan tilbragte han hele sin tolv år lange aktive karriere hos Liverpool F.C. i sin fødeby.